# Gens Cassia
Die gens Cassia (deutsch Cassier) war eine der ältesten und vornehmsten plebejischen Familien (gentes) des Römischen Reichs. Sie trug den Gentilnamen Cassius.
Die Via Cassia von Rom nach Arretium wurde von der Familie gebaut. Die italienische Stadt Cassano Irpino leitet ihren Namen von der gens Cassia ab.

## Namensträger
Nicht alle Namensträger waren auch Mitglied der gens Cassia.
- Aulus Cassius Arrianus, römischer Suffektkonsul 132
- Gaius Cassius Longinus (Konsul 171 v. Chr.), römischer Politiker
- Gaius Cassius Longinus (Konsul 124 v. Chr.), römischer Politiker
- Gaius Cassius Longinus (Konsul 96 v. Chr.), römischer Politiker
- Gaius Cassius Longinus (Konsul 73 v. Chr.), römischer Politiker
- Gaius Cassius Longinus (Verschwörer) (vor 85 v. Chr.–42 v. Chr.), Verschwörer gegen Gaius Iulius Caesar
- Gaius Cassius Longinus (Jurist) († um 69), römischer Jurist und Politiker
- Gaius Cassius Parmensis (* um 74 v. Chr.; † 31 oder 30 v. Chr.), Tyrannenmörder
- Gaius Cassius Regallianus, Suffektkonsul 202
- Lucius Cassius Ambrosius, antiker römischer Toreut, 2. Jahrhunderts
- Lucius Cassius Hemina, Chronist, 2. Jahrhunderts v. Chr.
- Lucius Cassius Iuvenalis, römischer Suffektkonsul 158
- Lucius Cassius Longinus (Konsul 107 v. Chr.) († 107 v. Chr.), römischer Senator
- Lucius Cassius Longinus (Volkstribun 104 v. Chr.), römischer Politiker, Volkstribun 104 v. Chr.
- Lucius Cassius Longinus (Volkstribun 44 v. Chr.), römischer Politiker, Volkstribun 44 v. Chr.
- Lucius Cassius Longinus (Suffektkonsul),  römischer Senator, Suffektkonsul 11 n. Chr.
- Lucius Cassius Longinus (Konsul 30) († 41), römischer Senator
- Lucius Cassius Longinus Ravilla, Censor 125 v. Chr., bekannt für die Frage cui bono?
- Marcus Cassius Apollinaris, römischer Suffektkonsul 150
- Publius Cassius Secundus, römischer Konsul 138
- Quintus Cassius Longinus (Konsul 164 v. Chr.), römischer Politiker, Praetor urbanus 167 v. Chr.
- Quintus Cassius Longinus (Volkstribun) († 47 v. Chr.), römischer Politiker, Volkstribun 49 v. Chr., Proprätor Spaniens
- Spurius Cassius Vecellinus, Konsul 502 v. Chr.
- Tiberius Licinius Cassius Cassianus, römischer Suffektkonsul 147

Andere:
- Avidius Cassius (um 130–175), römischer Gegenkaiser
- Cassius (Mediziner), 1. Jahrhundert nach Chr.
- Cassius, christlicher Märtyrer und römischer Soldat
- Cassius Apronianus, Vater des Cassius Dios, Suffektkonsul 183/4
- Cassius Chaerea, Centurio
- Cassius Dio, Historiker, Konsul um 205 und 229
- Cassius Dio (Konsul 291), Konsul 291
- Cassius Felix, römischer Arzt im 5. Jahrhundert
- Cassius Parmensis, Jurist
- Marcus Cassius Scaeva, Centurio in der Armee Caesars
- Cassius Severus, Redner
- Cassius Troianus, römischer Centurio

Siehe auch:
- Longinos (Kassios Longinos), griechischer Philosoph und Philologe im 3. Jahrhundert